# Кратон (Индонезия)

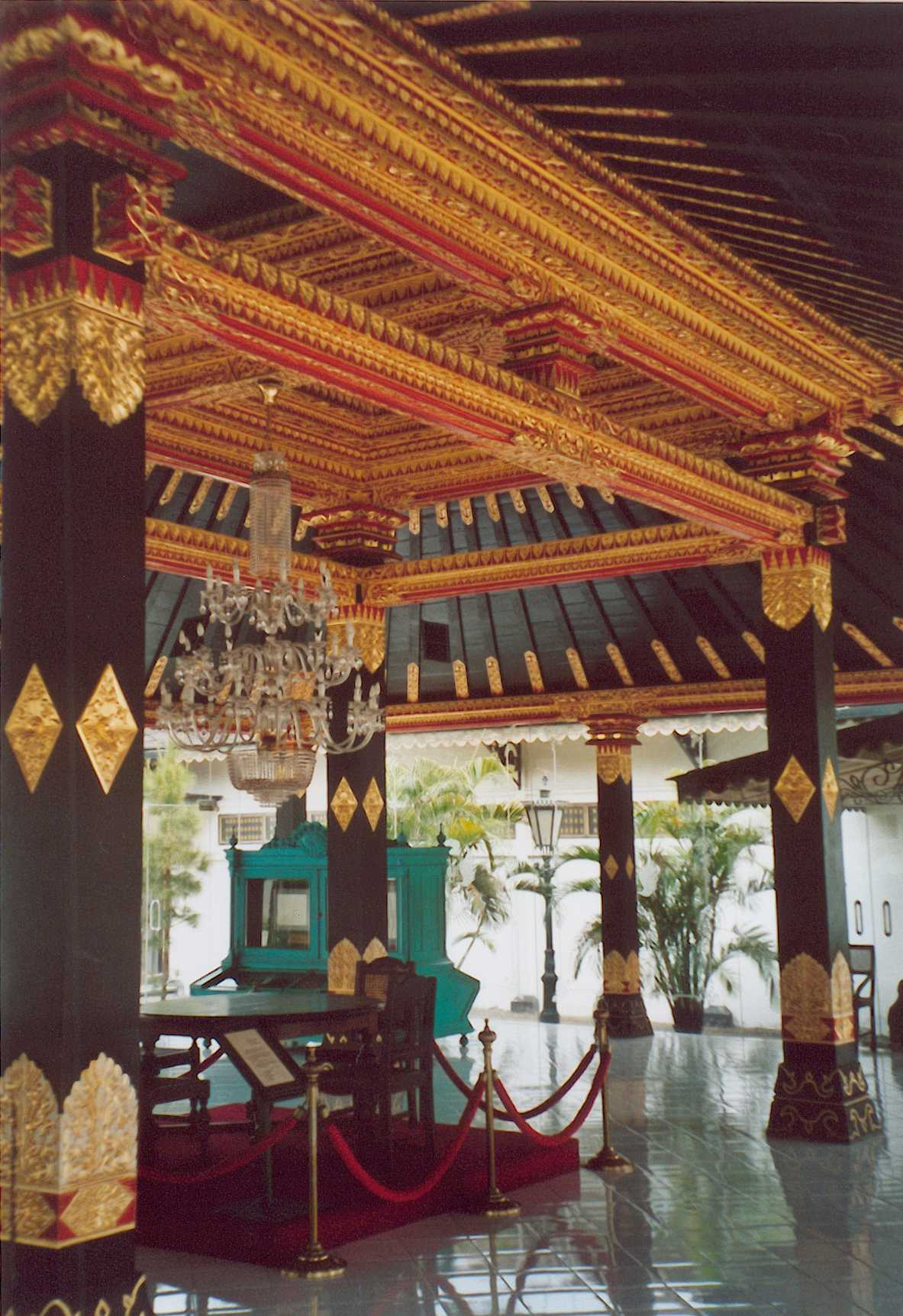
Пендхапа (павильон) в Кратоне Джокьякарта

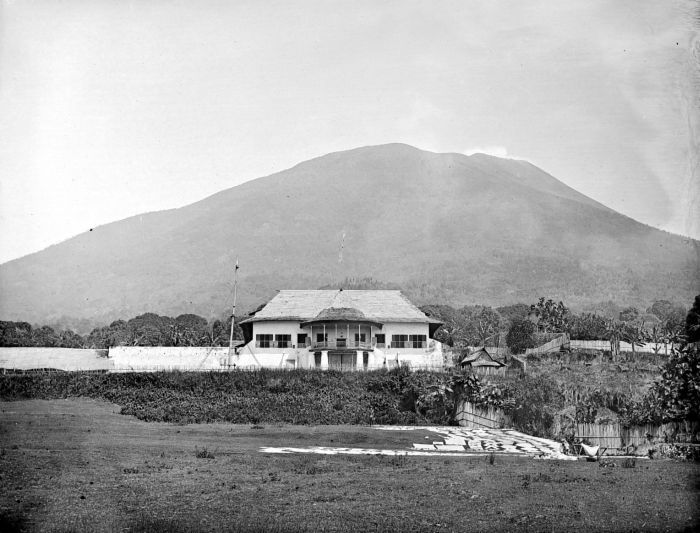
Кратон султана Тернате

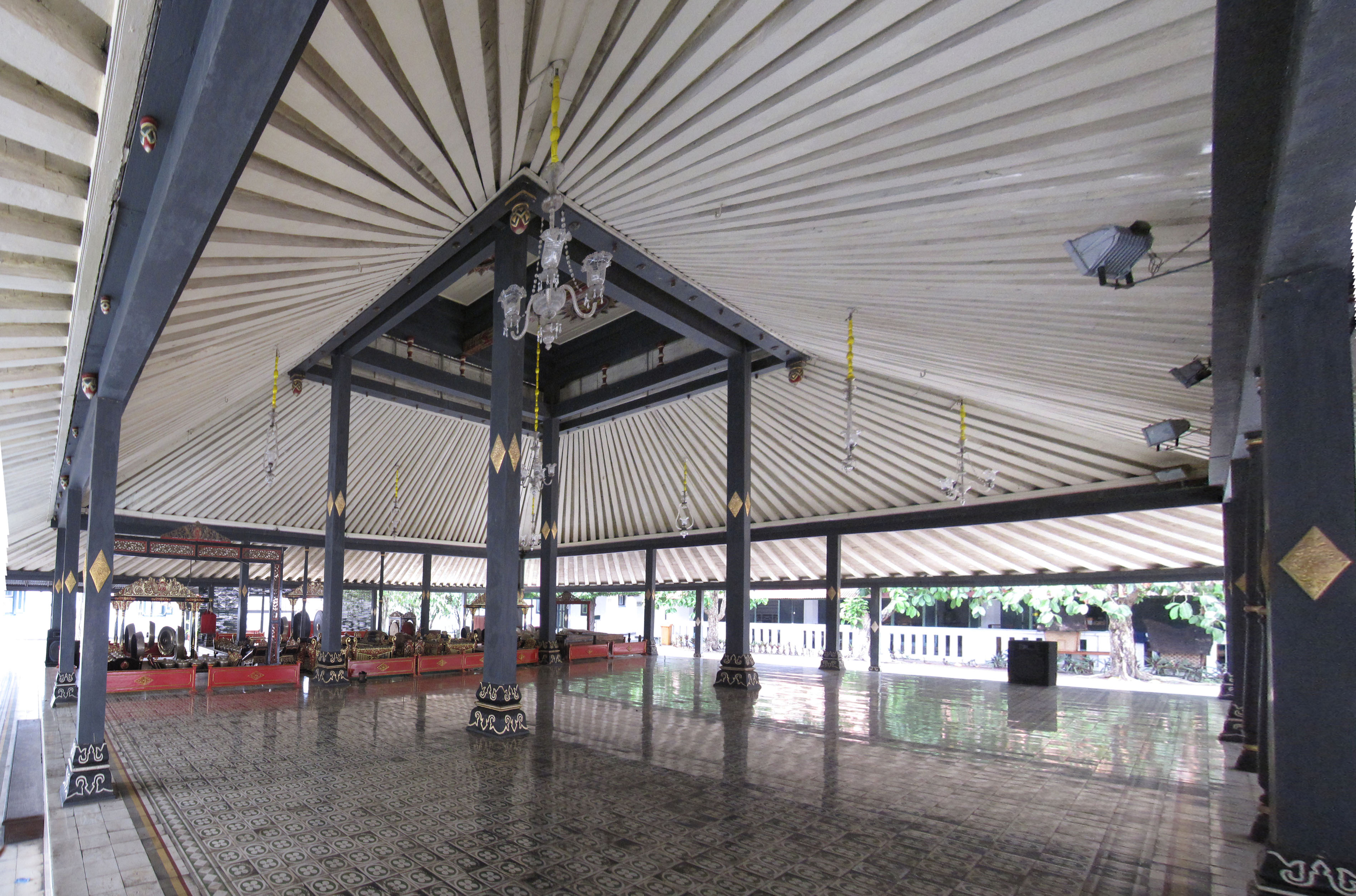
Пендхапа (павильон) в Кратоне Джокьякарта

Кратон или Кератон (яв. ꦏꦿꦠꦺꦴꦤ꧀ or ꦏꦼꦫꦠꦺꦴꦤ꧀) — разновидность королевского дворца в Индонезии. Его название происходит от яванского ka-ratu-an, что означает резиденция рату (традиционный почётный титул короля или королевы). На Яве дворец принца называется пура или далем, в то время как общее слово для дворца — истана, идентично в индонезийском и малайском языках.

## Особые дворцы

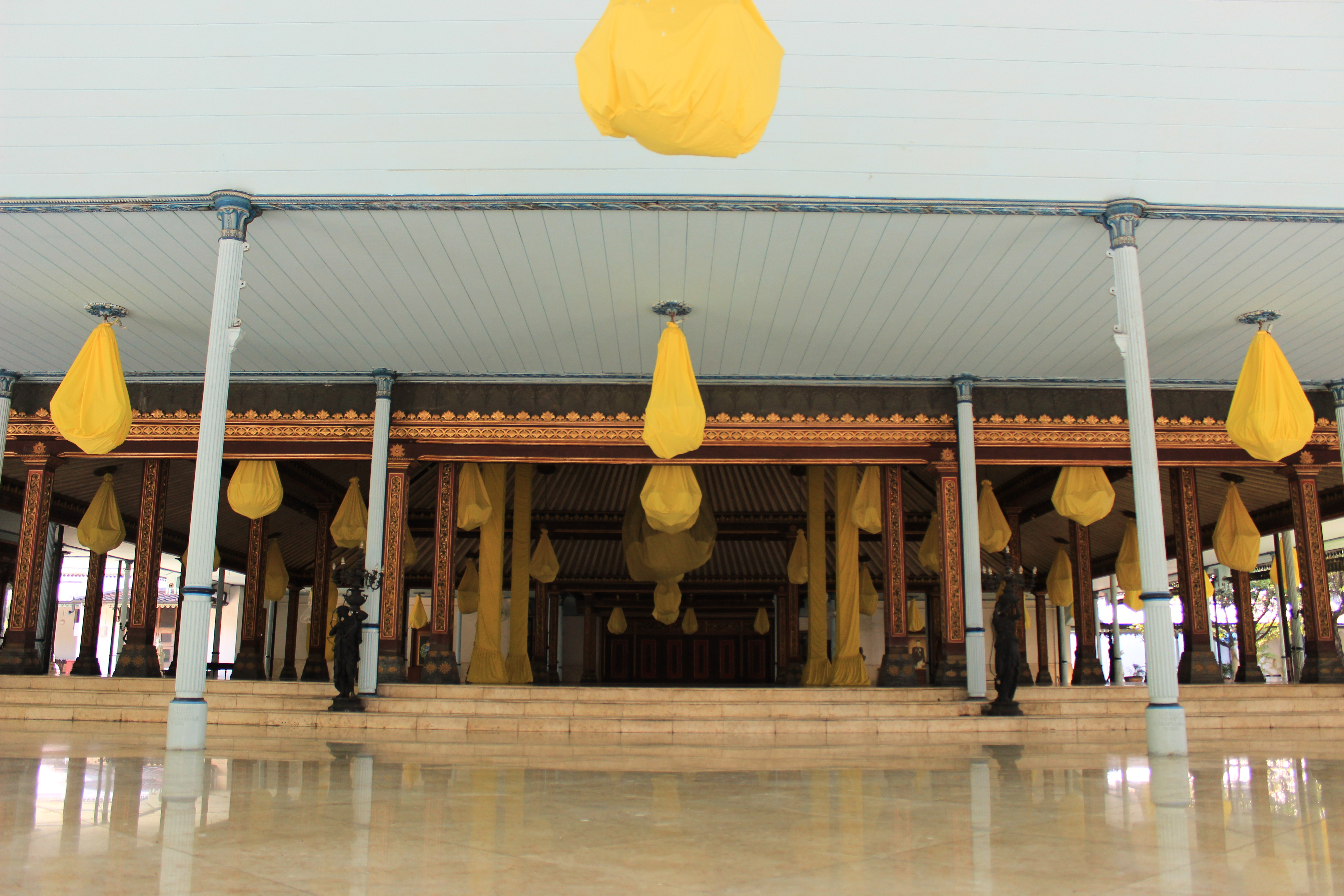
Пендхапа (павильон) в Кратон Суракарте.

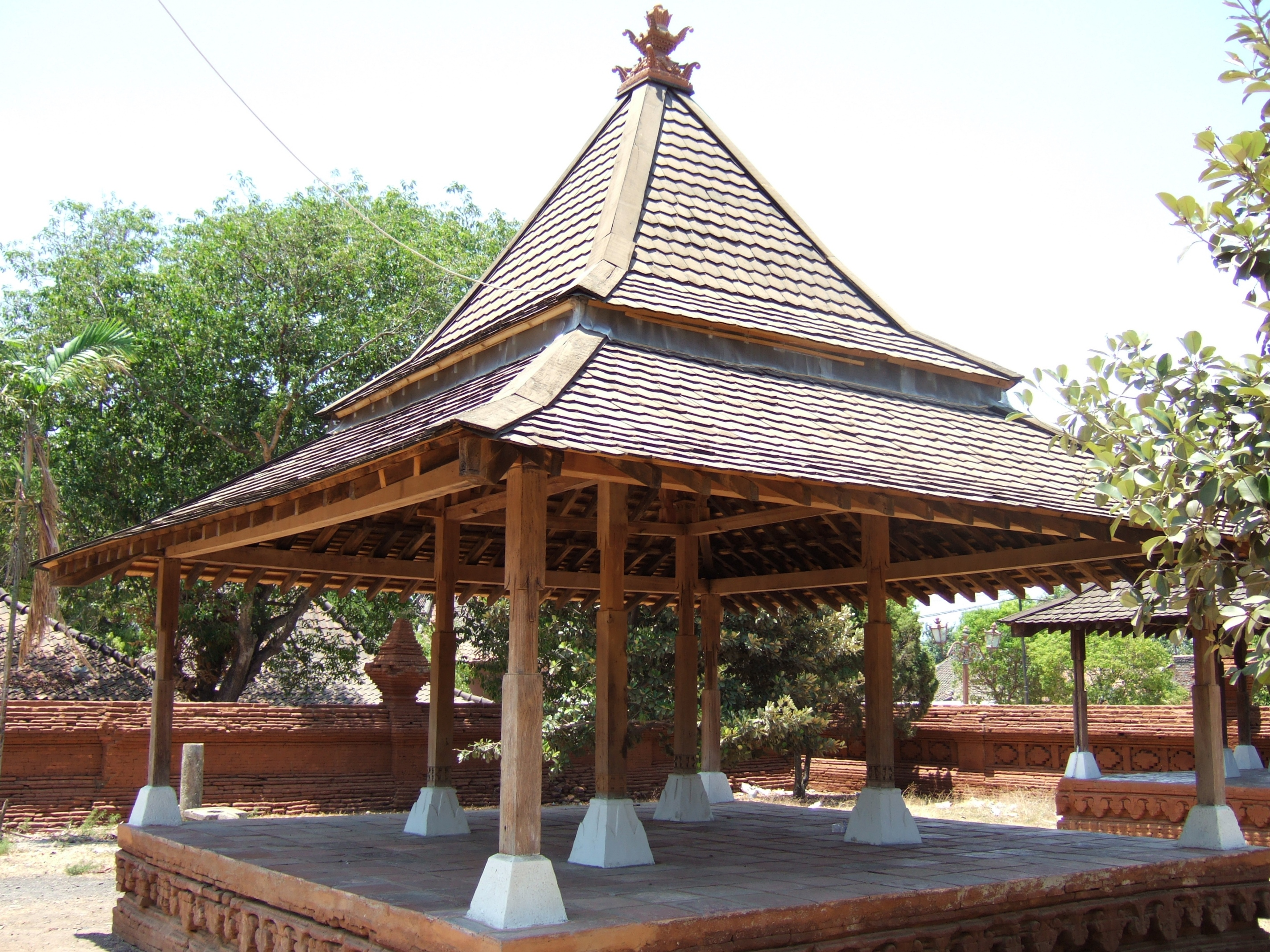
Пендхапа (павильон) в Кратон Касепухан.

Кратоны, которые функционируют как резиденция королевской семьи, включают:
Район Джокьякарта (Джокджа)

- Кратон Нгайокьякарта Хадининграт (дворец султана Хаменгкубувоно).
- Пура Пакуаламан (дворец Адипати Пакуалам).

Район Суракарта (Соло)

- Кратон Суракарта Хадининграт (дворец Сусухунан Пакубувоно).
- Пура Мангкунегаран (дворец Адипати Мангкунегара).

Район Чиребон

- Кратон Касепухан (дворец султана Сепуха).
- Кратон Каноман (дворец султана Анома).
- Кратон Качиребонан (дворец султана Чиребона).
- Кратон Капрабонан[индон.] (дворец султана Прабона).

## Исторические дворцы
Кратоны, местонахождение которых было определено по историческим записям или археологическим исследованиям:
- Кратон Рату Боко[1] к востоку от Джокьякарты в районе Прамбанана. Постройка датируется IX веком и считается принадлежащей королевству Сайлендра или Матарам, однако местные жители назвали это место в честь короля Боко, легендарного короля в фольклоре Лоро Джонгранг[2].
- Кратон Маджапахит в Тровулане, Моджокерто, столице древней империи Маджапахит. Такие места, как Пендопо Агунг Маджапахит, считаются остатками Кратона Маджапахит[3]

В районе Бантен есть остатки дворцов султаната Бантен:
- Кратон Суросован, Бантен, бывший королевский дворец султаната Бантен[4].
- Кратон Кайбон, бывший дворец королевы-матери[5].

В районе Суракарты и Джокьякарты находятся остатки дворцов султаната Матарам:
- Кота-Геде — остатки дворца XVI века.
- Карта и Плеред — остатки дворцов XVII века.
- Кратон Картасура на окраине Суракарты, остатки дворца и городской стены, также датируемые XVII веком.

## Метонимическое использование
Термин «кратон» кроме значения «дворец» также имеет значение «королевский двор».
Это особенно характерно для коренных индонезийских государств в случае, если наследование оспаривается двумя или более ветвями династии или даже соперничающими династиями, каждая из которых создаёт альтернативный двор, борясь за одно и то же государство, но контролируя обычно только часть его.
Примером может служить западно-яванский штат Чиребон, который был основан в 1478 году и с 1662 года управлялся тремя кратонами, правители которых именовались султанами:
- Кратон Касепухан
- Кратон Каноман
- Кратон Качиребонан